# Ranrupt
Ranrupt är en kommun i departementet Bas-Rhin i regionen Grand Est (tidigare regionen Alsace) i nordöstra Frankrike. Kommunen ligger i kantonen Saales som tillhör arrondissementet Molsheim. År 2022 hade Ranrupt 308 invånare.

## Befolkningsutveckling
Antalet invånare i kommunen Ranrupt
| Referens: INSEE |